# Irruption (Album)
Irruption (englisch Hereinbrechen, Eindringen) ist das vierte Studioalbum der US-amerikanischen Punk-Band Ship Thieves. Das Album wurde am 12. März 2021 über Chunksaah Records veröffentlicht.

## Entstehung
Das Album entstand über einen Zeitraum von drei Jahren. Aus finanziellen und zeitlichen Gründen wurde das Album nicht komplett am Stück, sondern etappenweise aufgenommen. Aufgenommen wurde das Album in den Black Bear Studio in Gainesville. Produziert wurde Irruption von Ryan Williams. Bei dem Lied Hercules Stomp übernahm Addison Burns den Gesang. Auch als das Album fertig war gab es weitere Verzögerungen, da die Band ihren Vertrag bei No Idea Records verlor. Die Musiker überlegten zunächst, das Album selbst herauszubringen, entschieden sich dann aber für eine Veröffentlichung über Chunksaah Records.
Der Albumtitel und das Albumcover, auf dem durcheinander fliegende Vögel zu sehen sind, sollen laut Sänger Chris Wollard ein chaotisches Durcheinander repräsentieren mit all den Nebenerscheinungen. Wollard schrieb seine Texte über Kämpfe und Ängste, wobei die Texte sich nicht um ihn drehen. Vielmehr schrieb er über Dinge und Personen, denen er begegnete. Das Album soll hoffnungsvoll und positiv sein und Liebe verbreiten.

## Titelliste
1. The Embers of Enlightenment – 2:58
2. Race to Oblivion – 2:27
3. Ghost Town – 3:25
4. Tangled Net – 2:39
5. Hercules Stomp – 2:27
6. Virulent Man – 3:01
7. Access Denied – 2:36
8. I Don’t Wanna Face the Dog – 1:29
9. He Lost His Head – 3:10
10. Lurking Strain – 3:55

## Rezeption
Christian Wiensgol vom deutschen Magazin Visions schrieb, dass Chris Wollard wieder „melodisch-raue Punkbrecher aus den Ärmeln schüttelt, als wäre es das Einfachste der Welt“. Dem „schnoddrigen Frontmann wider Willen fliegen die großen, aber nie ins Pathos kippenden Melodien zwischen Skatepunk-Hymne und Hardcore-Brocken scheinbar nur so zu“. Für den „klaren Kadidaten für die Bestenlisten 2021“ vergab Wiensgol zehn von zwölf Punkten. MT vom Onlinemagazin Gestromt hielt es für „unglaublich“, wie die Band „mit den limitierten Mitteln des Genres solche Hits schreiben und produzieren kann“. Die Band zeige, wie man „mitreißende Punkrock-Songs komponieren kann, ohne sich beim Songwriting in Unzulänglichkeiten zu verzetteln“. Da „nicht ein Song, nicht mal eine Sekunde auf Irruption überflüssig ist“, vergab MT sechs von sechs Punkten.